# چکاوک فلپت
چکاوک فلپت (نام علمی: Mirafra rufocinnamomea) نام یک گونه از سرده جل‌ها است.